# Loch an Lagain
Loch an Lagain är en sjö i Storbritannien.   Den ligger i kommunen Highland och riksdelen Skottland, i den norra delen av landet, 800 km norr om huvudstaden London. Loch an Lagain ligger 152 meter över havet.  I omgivningarna runt Loch an Lagain växer i huvudsak blandskog.